# Frankrikes Grand Prix 1979
Frankrikes Grand Prix 1979 var det åttonde av 15 lopp ingående i formel 1-VM 1979. 

## Rapport
James Hunt, 1976 års världsmästare, deltog inte eftersom han efter loppet i Monaco beslutat sig för att lägga av. Patrick Depailler kunde inte delta på grund av att han skadat sina fötter vid en glidflygningsolycka. Hunt ersattes av Keke Rosberg i Wolf och Depailler av Jacky Ickx i Ligier.
Jean-Pierre Jabouille i Renault vann loppet komfortabelt men hans historiska vinst överskuggades av fajten om andraplatsen. Duellen mellan Gilles Villeneuve och René Arnoux är en av de mest minnesvärda i racingens historia. Villeneuve låg tätt bakom Arnoux men lyckades efter att ha kämpat hjul mot hjul passera honom i den sista kurvan under det allra sista varvet. 

## Resultat
1. Jean-Pierre Jabouille, Renault, 9 poäng
2. Gilles Villeneuve, Ferrari, 6
3. René Arnoux, Renault, 4
4. Alan Jones, Williams-Ford, 3
5. Jean-Pierre Jarier, Tyrrell-Ford, 2
6. Clay Regazzoni, Williams-Ford, 1
7. Jody Scheckter, Ferrari
8. Jacques Laffite, Ligier-Ford
9. Keke Rosberg, Wolf-Ford
10. Patrick Tambay, McLaren-Ford
11. John Watson, McLaren-Ford
12. Hector Rebaque, Rebaque (Lotus-Ford)
13. Carlos Reutemann, Lotus-Ford
14. Riccardo Patrese, Arrows-Ford
15. Jochen Mass, Arrows-Ford
16. Elio de Angelis, Shadow-Ford
17. Bruno Giacomelli, Alfa Romeo
18. Jan Lammers, Shadow-Ford

### Förare som bröt loppet
- Didier Pironi, Tyrrell-Ford (varv 71, upphängning)
- Emerson Fittipaldi, Fittipaldi-Ford (53, motor)
- Nelson Piquet, Brabham-Alfa Romeo (52, olycka)
- Mario Andretti, Lotus-Ford (51, bromsar)
- Jacky Ickx, Ligier-Ford (45, motor)
- Niki Lauda, Brabham-Alfa Romeo (23, snurrade av)

### Förare som ej startade
- Hans-Joachim Stuck, ATS-Ford

### Förare som ej kvalificerade sig
- Patrick Gaillard, Ensign-Ford
- Arturo Merzario, Merzario-Ford